# Cessna 337 Skymaster

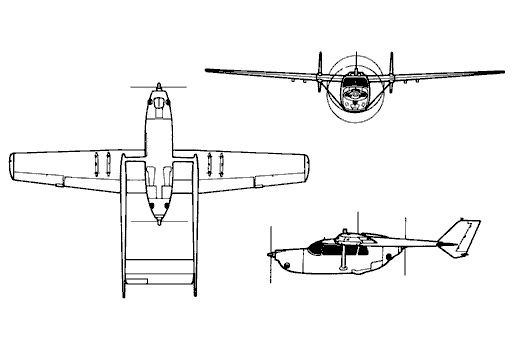
Cessna O-2 Skymaster

Cessna 336/337 Skymaster  — лёгкий двухмоторный самолёт. В ВВС США получил обозначение O-2.
В конце 1950-х годов был разработан компанией Cessna. 28 февраля 1961 года состоялся первый полёт. С мая 1963 года начался серийный выпуск (всего более 20 модификаций). Самолёт используется в гражданской авиации общего назначения и в ВВС ряда стран как вспомогательный.
26 февраля 1996 года два самолёта Cessna 337, зарегистрированных в США, нарушили воздушное пространство Кубы и были сбиты кубинским истребителем МиГ-29УБ. На каждый самолёт было истрачено по одной ракете Р-73, все члены экипажей (4 человека) - погибли.

## Конструкция
Моноплан двухбалочной схемы с шестиместной кабиной, высоко расположенным крылом и трёхстоечным убирающимся шасси с носовой стойкой. Оснащён двумя двигателями, один из которых приводит носовой тянущий винт, второй — хвостовой толкающий. Выбор такой схемы определялся, в частности, тем, что в случае отказа одного из двигателей не возникает асимметрия тяги и разворачивающий момент (что происходит, если двигатели расположены на крыльях). В то же время, обнаружились и недостатки схемы: задний двигатель, получая меньший воздушный обдув, зачастую перегревался, особенно в жаркую погоду.
В зависимости от модификации, оснащался как неубирающимся, так и убирающимся шасси; поршневыми либо турбовинтовыми двигателями.

## Технические характеристики
Данные приведены для модификации Cessna 337D Skymaster.

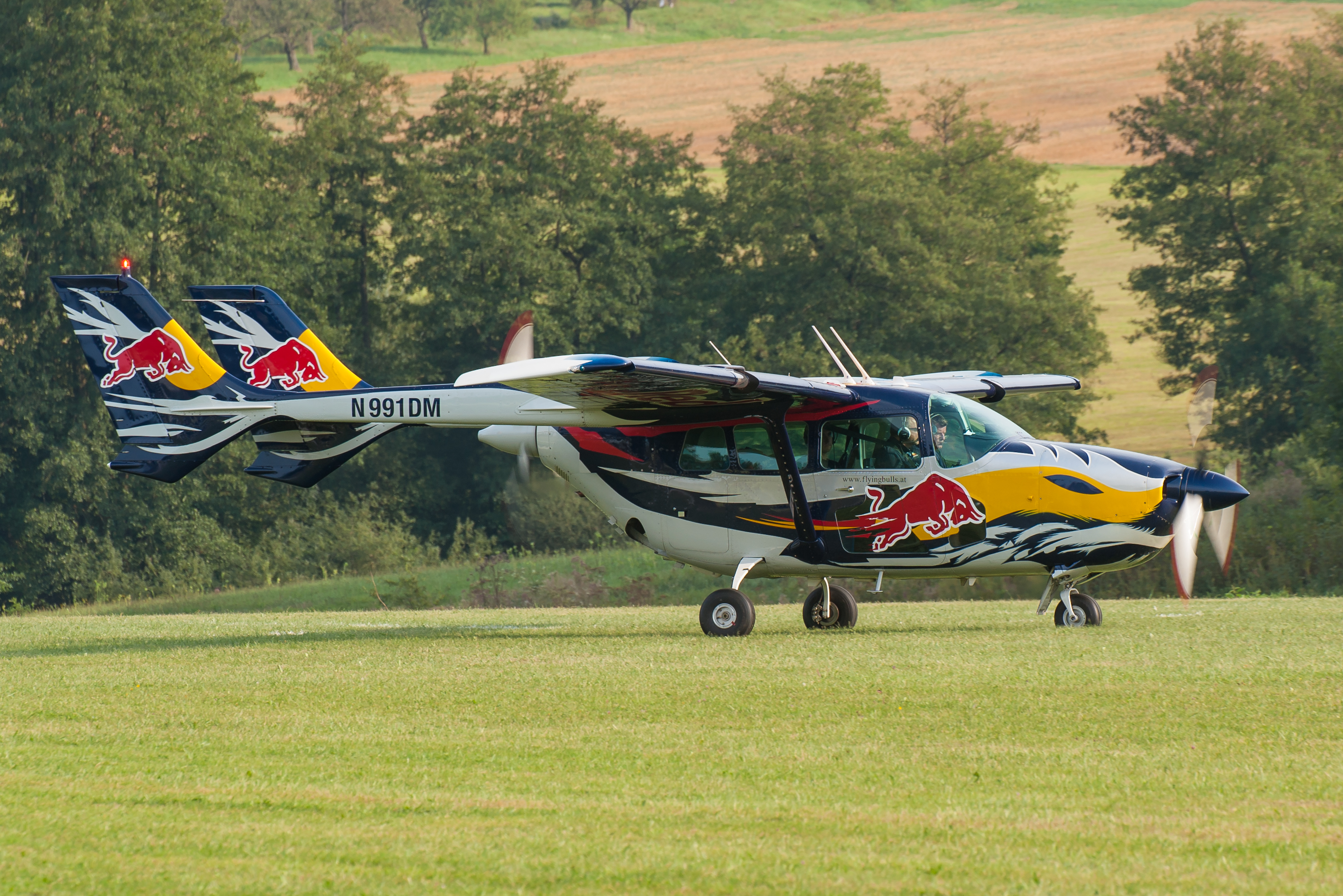
Cessna 337D Skymaster

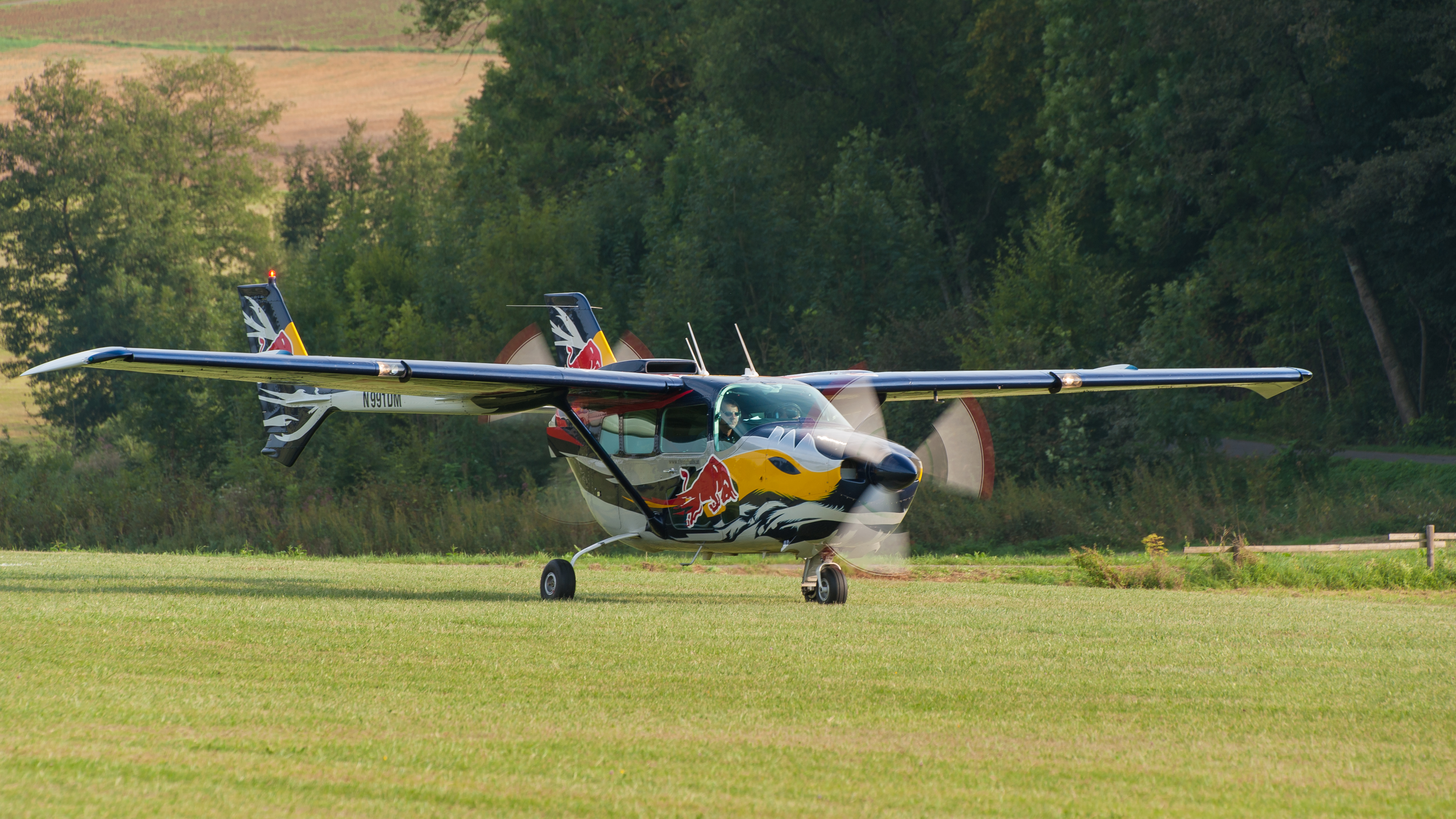
Cessna 337D Skymaster

Технические характеристики
- Экипаж: 1 человек
- Пассажировместимость: 5 пассажиров
- Длина: 9,07 м
- Размах крыла: 11,58 м
- Высота: 2,84 м
- Площадь крыла: 18,7 м²
- Масса пустого: 1204 кг
- Максимальная взлётная масса: 2000 кг
- Силовая установка: 2 × ПД Continental IO-360-C
- Мощность двигателей: 2 × 210 л. с.

Лётные характеристики
- Максимальная скорость: 320 км/ч
- Практический потолок: 5944 м
- Скороподъёмность: 6,1 м/с